# Castelmassa
Castelmassa település Olaszországban, Veneto régióban, Rovigo megyében. Lakosainak száma 3988 fő (2023. január 1.). Castelmassa Calto, Castelnovo Bariano, Ceneselli és Sermide e Felonica községekkel határos.

## Népesség
A település lakossága az elmúlt években az alábbi módon változott:
| Lakosok száma | 4159 | 4102 | 3988 |
|               | 2017 | 2018 | 2023 |

## Híres Castelmassaiak
- Bonaventura Porta (1866–1953), Pesaro püspöke (1917–1952)